# 구마모토현 제4구
구마모토현 제4구(熊本県 第4区)는 일본의 중의원 선거구이다. 1994년 공직선거법으로 신설되었다.

## 지역
- 야쓰시로시
- 히토요시시
- 미나마타시
- 우츠치 시
- 우죠 시
- 아마쿠사시
- 시모마시키군
- 야쓰시로군
- 아시키타군
- 구마군
- 아마쿠사군

## 역대 중의원 의원
- 소노다 히로유키 (소속정당: 신당 사키가케 → 자유민주당 → 일본유신회 → 일본의 마음 → 자유민주당, 임기: 1996년 ~ 2018년)
- 가네코 야스시 (소속정당: 자유민주당, 임기: 2017년 ~ 현재)